# Abadia de Caunes

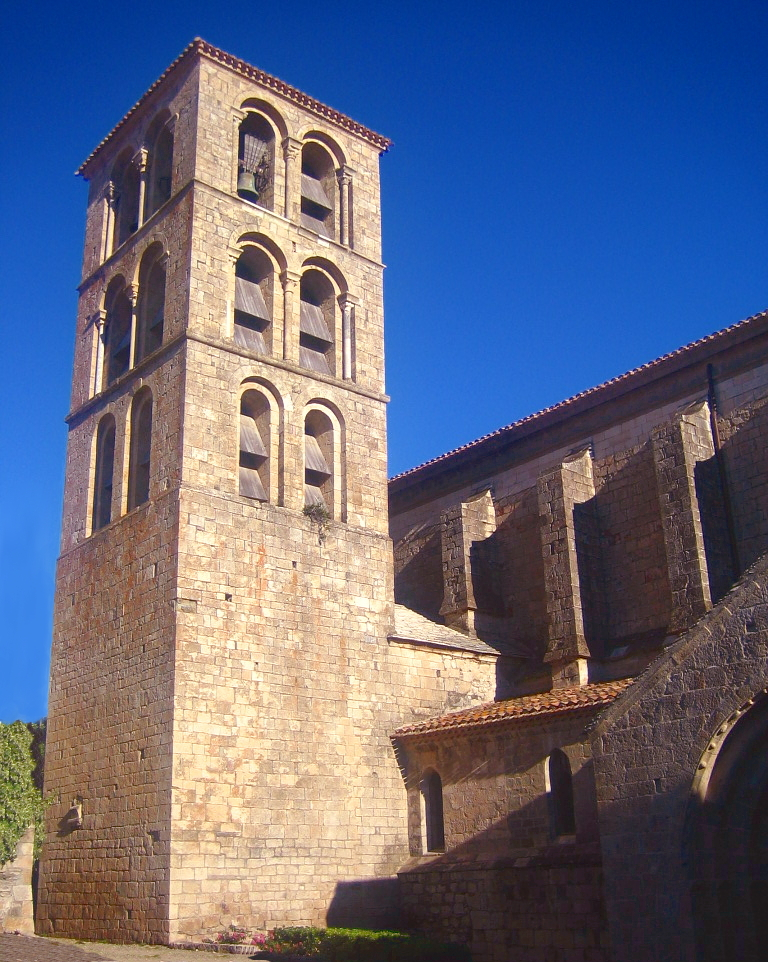
El campanar nord

L'abadia de Cauna (Abadia de Caunes) és un monestir benedictí d'estil romànic, catalogat com a monument històric, situat al municipi de Caunas de Menerbés (Llenguadoc-Rosselló, França).
Fou un establiment religiós document des del 791 suposadament fundat no gaires anys abans sota autoritat del comte Miló de Narbona. El desembre del 791 el comte Magnari de Narbona va fixar els límits de la vila que antigament s'anomenava Bufintis.
Benet d'Aniana havia fundat pocs anys abans dos monestirs a la diòcesi de Narbona i els governava ambdós conjuntament. Un d'aquestos estava situat al lloc de Cauna (Caunes) a la riba del rierol Argendouble que corria per les muntanyes veïnes famoses per les seves pedreres de marbre i després desaiguava a l'Aude a uns 20 km del seu naixement. Aquest monestir era conegut com a Sant Joan d'Extori (Extorio o Exequariensis). Un abat de nom Daniel havia construït un monestir en un lloc molt proper amb el nom de monestir de Sant Pere i Sant Pau, però aviat el va abandonar i el va cedir a Benet d'Aniana que el va unir al que ell havia fundat, sent confirmada la donació en un diploma per Carlemany. Miló li va fer donació del lloc de Cauna o Caunes, donació que també fou confirmada pel rei en diploma del 794. Era costum d'aquell temps que les adquisicions de les esglésies fossin delimitades pel comte del país o pels comissaris reials (missi dominici) i conforme aquesta costum el comte Magnari, successor de Miló, va delimitar la vila de Cauna en un placitum o assemblea que s'hauria fet només per això l'hivern del 791 (desembre). El lloc es va engrandir i va esdevenir una vila de la diòcesi de Narbona. L'abadia fou anomenada de Sant Joan i Sant Llorenç. Està situada a la comarca de Menerba (Minervois) i la població es diu actualment Caunes-Minervois.